# VN1R3
Vomeronazalni tip-1 receptor 3 je protein koji je kod ljudi kodiran VN1R3 genom.

## Literatura
- Rodriguez I, Mombaerts P (2002). „Novel human vomeronasal receptor-like genes reveal species-specific families.”. Curr. Biol. 12 (12): R409—11. PMID 12123587. doi:10.1016/S0960-9822(02)00909-0.
- Strausberg RL; Feingold EA; Grouse LH;  . (2003). „Generation and initial analysis of more than 15,000 full-length human and mouse cDNA sequences.”. Proc. Natl. Acad. Sci. U.S.A. 99 (26): 16899—903. PMC 139241 . PMID 12477932. doi:10.1073/pnas.242603899.
- Zhang J, Webb DM (2003). „Evolutionary deterioration of the vomeronasal pheromone transduction pathway in catarrhine primates.”. Proc. Natl. Acad. Sci. U.S.A. 100 (14): 8337—41. PMC 166230 . PMID 12826614. doi:10.1073/pnas.1331721100.